# Desmodium subsessile
Desmodium subsessile là một loài thực vật có hoa trong họ Đậu. Loài này được Schltdl. miêu tả khoa học đầu tiên.